# Kinabatangan (district)
Kinabatangan is een district in de Maleisische deelstaat Sabah.
Het district telt 150.000 inwoners op een oppervlakte van 17.600 km². De belangrijkste plaats is Kota Kinabatangan. Het district is genoemd naar de op een na grootste rivier van Maleisië, de Kinabatanganrivier.